# Kingsman - Il cerchio d'oro
Kingsman - Il cerchio d'oro (Kingsman: The Golden Circle) è un film del 2017, diretto da Matthew Vaughn.
Scritto da Vaughn assieme a Jane Goldman, il film è il sequel di Kingsman:  Secret Service (2014), a sua volta liberamente tratto dalla miniserie a fumetti The Secret Service (2012-2013) scritta da Mark Millar e illustrata da Dave Gibbons, che qui figurano come produttori esecutivi. Colin Firth, Taron Egerton, Mark Strong e Sophie Cookson riprendono i loro ruoli dal primo film, mentre si aggiungono al cast Julianne Moore, Halle Berry, Elton John, Channing Tatum, Pedro Pascal e Jeff Bridges.
Le riprese sono cominciate a maggio del 2016 e sono terminate a ottobre. Il film ha avuto la sua anteprima a Londra il 18 settembre 2017 ed è stato distribuito il 22 settembre 2017 negli USA e nel Regno Unito.

## Trama
Un anno dopo aver sconfitto Richmond Valentine, Gary "Eggsy" Unwin si è unito ufficialmente alla Kingsman, assumendo il ruolo di Galahad, posizione che era stata del suo defunto mentore Harry Hart, e occupando la casa di questi, dove vive insieme alla fidanzata Tilde, principessa di Svezia, che ha salvato da Valentine. Rincasando dal negozio di sartoria, Eggsy cade in un'imboscata di Charlie Hesketh, un aspirante Kingsman respinto che aveva già affrontato nel covo di Valentine. Dopo una dura lotta a bordo di un taxi per le strade riesce a fuggire, notando un marchio dorato addosso al suo aggressore, tuttavia il braccio cibernetico di Charlie, staccatosi nella lotta e rimasto nell'auto, cracka i server della Kingsman attraverso il computer a bordo. Il giorno dopo nel quartier generale Kingsman dalle telecamere del nascondiglio di Valentine Eggsy scopre che Charlie sopravvisse grazie a una scarica elettrica che ne disattivò il chip neurale, ma dalle esplosioni perse un braccio e le corde vocali, inoltre i vari sicari che erano con Charlie non sono identificabili, a parte il marchio dorato che hanno addosso. Con le informazioni ottenute dal computer hackerato, Poppy Adams, leader del Cerchio d'oro, il cartello della droga più potente del mondo, lancia una serie di missili che distruggono il quartier generale dei Kingsman e uccidono tutti gli agenti nelle loro sedi, inclusa Roxy, la miglior amica di Eggsy. Eggsy, trovandosi in Svezia con Tilde, si salva e scopre che lui e Merlino sono gli unici sopravvissuti all'attacco, dato che l'indirizzo del tecnico non era nei server.
Seguendo il protocollo d'emergenza Doomsday, i due si mettono in contatto con gli Statesman, la controparte americana dei Kingsman, che usa come copertura una distilleria di whisky in Kentucky. Dopo un breve scontro con l'agente Tequila vengono catturati e portati nel quartier generale al di sotto della distilleria, dove grazie all'intervento dell'analista Ginger Ale riescono a dimostrare di essere agenti segreti inglesi. Qui scoprono che Hart è sopravvissuto a Valentine, ma ha perso un occhio, grazie al tempestivo intervento degli agenti Statesman sul posto, che lo hanno curato con il gel Alpha, una loro invenzione, per poi tenerlo prigioniero nel tentativo di scoprire la sua identità e per chi lavorasse, senza riuscirci. Egli però non ricorda nulla della sua vita da agente segreto in quanto soffre di un'amnesia cerebrale, a causa del danno subito al cervello, che può essere curata solo rivivendo un evento traumatico della sua vita passata. Il capo degli Statesman Champagne offre il supporto dell'organizzazione per sgominare il Cerchio d'Oro. Improvvisamente, l'agente Tequila comincia a sviluppare un'eruzione cutanea bluastra e segni di mania, venendo così sostituito da un altro agente, Whiskey, come partner di Eggsy. Per rintracciare Charlie, Eggsy inserisce un dispositivo di tracciamento nel corpo della sua fidanzata, Clara, durante il Glastonbury Festival. Merlino cerca di curare l'amnesia di Harry traumatizzandolo con il test della stanza che si allaga, ovvero la prima prova del programma di addestramento Kingsman, ma fallisce. Eggsy ha allora un'intuizione: minacciare di sparare ad un cane che somiglia al vecchio cane di Harry. In questo modo Harry ricorda che sparare al proprio cane era l'ultimo test per entrare nei Kingsman e riacquista la memoria (Valentine gli sparo' senza guardare perché terrorizzato dalla vista del sangue).
Intanto, Poppy trasmette un messaggio annunciando di aver aggiunto una tossina a tutte le sue droghe, per causare prima lo sviluppo di sintomi come quelli di Tequila e, poi, portare alla paralisi e alla morte tutti i tossicodipendenti. Offre al mondo l'antidoto se il Presidente degli Stati Uniti concluderà la guerra alla droga arrendendosi e garantirà al suo cartello l'immunità penale. Il presidente finge di negoziare pubblicamente, ma segretamente ordina di lasciar morire gli infettati, eliminando tutti i consumatori di droga e rendendo inefficace il piano di Poppy. A questo scopo, fa mettere in quarantena tutte le vittime in uno stadio, compreso il capo di stato maggiore Fox, abbandonandole al loro atroce destino.
Harry, Eggsy e Whiskey rintracciano Clara in una struttura del Cerchio d'Oro tra le Alpi italiane. Eggsy riesce a rubare un campione dell'antidoto, ma Whiskey lo distrugge durante un attacco degli uomini di Poppy. Ciò induce Harry a sospettarlo di essere un traditore e di aver rotto la fiala di proposito. Harry gli spara in testa, ma Eggsy, convinto che Harry si stia sbagliando per via della sua guarigione incompleta, lo salva con il gel Alpha. Charlie distrugge la base alpina per evitare che le altre dosi di antidoto vengano distribuite. Eggsy, Harry e Merlino scoprono da Charlie la posizione del nascondiglio di Poppy in Cambogia e vi si recano da soli, non fidandosi degli Statesman.
Avvicinandosi al perimetro del rifugio, Eggsy calpesta una mina, ma Merlino si sacrifica per salvare lui e Harry, facendosi saltare in aria insieme ad alcune guardie. Eggsy e Harry irrompono nel covo eliminando tutte le guardie che incontrano. Eggsy uccide Charlie vendicando i compagni caduti e sbeffeggiandolo sul fatto che è mai stato degno di essere un Kingsman, mentre Harry distrugge i cani robotici di Poppy grazie all'aiuto di Elton John, prigioniero da mesi della donna. Catturata Poppy, le iniettano una dose concentrata della sua tossina insieme a eroina per stordirla e farla parlare. Delirando, Poppy rivela la password del computer che controlla i droni che devono consegnare l'antidoto in tutto il mondo, ma poi muore di overdose, la dose era infatti potenziata. Whiskey li interrompe prima che possano attivare i droni, rivelando che sua moglie, incinta, era morta in una rapina compiuta da due tossicodipendenti, il che lo ha portato a cercare una vendetta personale nei confronti di tutti i consumatori di droga. Alla fine, Eggsy e Hart uccidono Whiskey e attivano i droni, consegnando l'antidoto in tutto il mondo.
Il Presidente degli Stati Uniti viene arrestato per cospirazione. Champagne acquista una distilleria in Scozia per aiutare i Kingsman a ristabilirsi. L'analista Ginger Ale diventa il nuovo agente operativo Whiskey, realizzando un suo sogno. Eggsy sposa Tilde e Tequila si unisce ai Kingsman, che aprono un nuovo negozio di sartoria a Londra.

## Produzione

### Sviluppo
Mentre Kingsman - Secret Service era in fase di distribuzione, Millar e Vaughn avevano dichiarato che, se il film avesse ottenuto un buon successo al botteghino, un sequel sarebbe stato possibile, e che Vaughn avrebbe potuto dirigerlo nuovamente.

### Pre-produzione
Il 29 aprile 2015, la 20th Century Fox ha annunciato il film, senza chiarire il ritorno o meno di Vaughn alla regia.
L'11 giugno 2015, Vaughn ha confermato di stare scrivendo la sceneggiatura del film, e che sarebbe potuto tornare come regista. Così come per il primo film, alla stesura della sceneggiatura ha collaborato anche Jane Goldman. Vaughn e Goldman hanno terminato la stesura della sceneggiatura nel mese di dicembre.
Nonostante la morte del personaggio da lui interpretato nel primo film, Vaughn ha voluto far tornare il personaggio di Colin Firth, siccome gli era piaciuto lavorare con l'attore. A tal proposito, lui e l'autore del fumetto originale Mark Millar hanno considerato diversi espedienti narrativi, compreso quello di creare un gemello malvagio del personaggio o farlo tornare come fantasma. Secondo quanto dichiarato da Vaughn, la sceneggiatura del film è stata la più difficile da scrivere tra quelle che ha affrontato.
Il film ha avuto un budget di 104 milioni di dollari.

#### Cast
Nel corso del 2015, Mark Strong si è detto interessato a tornare, mentre Taron Egerton è stato contattato per riprendere il suo ruolo.

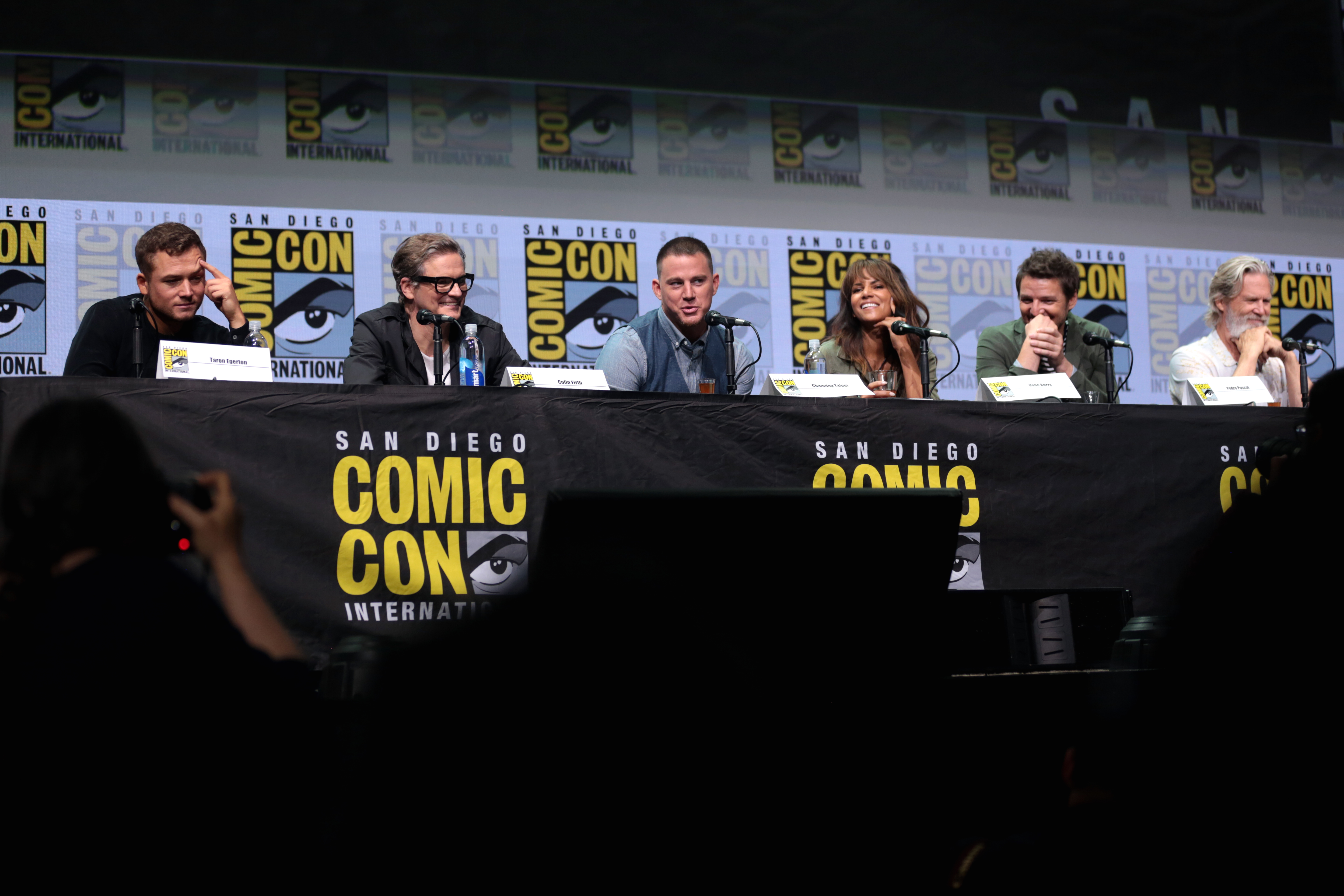
Il cast del film al San Diego Comic-Con International del 2017.

Nonostante in un primo momento il ritorno di Egerton fosse stato messo in dubbio per via della data delle riprese, coincidenti con quelle di un suo altro progetto, il film su Robin Hood targato Lionsgate, nel gennaio del 2016 l'attore ha ufficializzato la sua partecipazione al film tramite Twitter. A febbraio, Julianne Moore è entrata in trattative per interpretare l'antagonista del film, Poppy. Lo stesso mese, Mark Strong ha confermato il suo ritorno nei panni di Merlino. A marzo, Halle Berry è entrata in trattative per interpretare un ruolo, inizialmente definito come quello di capo della CIA, nel film e in un eventuale terzo capitolo della saga. Sempre a marzo, Edward Holcroft ha confermato il suo ritorno nei panni di Charles "Charlie" Hesketh. Ad aprile, Sophie Cookson ha ufficializzato il suo ritorno nei panni di Roxanne "Roxy" Morton via Twitter. Lo stesso mese, Pedro Pascal e Elton John sono entrati in trattative per interpretare dei ruoli nel film. Sempre ad aprile, Channing Tatum è entrato nel cast nel ruolo di Tequila, un agente degli Statesman.
Ad aprile, dopo mesi di speculazioni sul ritorno del suo personaggio, Colin Firth è stato fotografato sul set nei panni di Harry Hart, ufficializzando così il suo ritorno.
A maggio, Jeff Bridges è entrato nel cast nel ruolo di Champagne, il capo degli Statesman. A giugno, Vinnie Jones si è aggiunto al cast a riprese inoltrate. Per il ruolo di Clara Von Gluckfenberg, Vaughn ha scelto Poppy Delevingne in seguito al consiglio di Guy Ritchie, che l'aveva diretta in King Arthur - Il potere della spada ed era rimasto impressionato dalla sua performance. Michael Gambon interpreta il nuovo capo dei Kingsman.

### Riprese
Le riprese del film sono cominciate il 4 aprile 2016 a Courmayeur, in Valle d'Aosta. Il 15 maggio si sono trasferite a Birmingham, in Inghilterra. Le riprese principali sono terminate il 13 settembre 2016 e si sono tenute in diverse località internazionali.

## Promozione
Il primo trailer del film è stato presentato in anteprima alla CinemaCon di Las Vegas il 30 marzo 2017. Il 18 aprile è stato diffuso online il teaser trailer del film, contenente una versione velocizzata del primo trailer della durata di venti secondi. Il 24 aprile il trailer è stato diffuso online dalla 20th Century Fox, preceduto il giorno prima da una breve anteprima. Il 20 luglio è stato diffuso online il secondo trailer del film, seguito cinque giorni dopo dalla sua versione in italiano.
Sempre il 20 luglio, all'interno del panel del San Diego Comic-Con International dedicato al film, sono state mostrate ai presenti diverse scene del film; a presentare le sequenze e a promuovere la pellicola la sceneggiatrice di Kingsman Jane Goldman, suo marito Jonathan Ross e l'illustratore del fumetto originale Dave Gibbons, oltre a gran parte del cast. In quell'occasione, è stato anche mostrato Throwback to That Time Archer Met Kingsman, un cortometraggio d'animazione realizzato per la promozione del film, che fa da crossover tra Kingsman e Archer; nel corto, Eggsy scopre che l'agente segreto Sterling Archer si è introdotto nel quartiere della Kingsman: dopo aver cercato di avvelenarlo come ha fatto con Artù nel primo film (trucco che Archer evita inconsapevolmente in quanto beve direttamente dalla bottiglia), un furioso Eggsy si ripromette di andare in America per "insegnare loro un po' di buone maniere".
In concomitanza con l'eclissi solare del 21 agosto 2017, è stato diffuso uno spot pubblicitario del film girato in stile falso documentario per far credere che l'imminente evento astronomico non fosse altro che una trovata pubblicitaria volta a promuovere il film.

### Tie-in
Per promuovere l'uscita del film è stato realizzato un videogioco che fa da tie-in al film; il videogioco, un puzzle game per iOS e Android, è stato pubblicato il 14 settembre 2017.

## Distribuzione
L'anteprima del film si è tenuta a Londra il 18 settembre 2017. Precedentemente, era prevista un'anteprima il 12 settembre a New York; tuttavia, in seguito ai danni provocati dall'uragano Harvey negli Stati Uniti, la Fox ha preferito annullare l'anteprima americana e donare il budget stanziato per l'evento alle famiglie delle vittime.
Il film è stato distribuito nelle sale cinematografiche britanniche e statunitensi a partire dal 22 settembre 2017 da 20th Century Fox, anche in IMAX. Originariamente, la data di uscita del film era fissata al 16 giugno 2017, prima posticipata al 6 ottobre, e poi anticipata al 29 settembre.
In Italia, è stato distribuito due giorni prima, a partire dal 20 settembre.

## Accoglienza

### Incassi
A fronte di un budget di 104 milioni, il film è stato un successo di pubblico, incassando 410 milioni di dollari in tutto il mondo, di cui 100 negli USA e 32 nel Regno Unito.

### Critica
Sull'aggregatore di recensioni online Rotten Tomatoes, il film detiene una percentuale del 50% di recensioni positive, basata sulle recensioni di 309 critici, con una media di 5,4 su 10. Su Metacritic, il film ha un punteggio di 44 su 100, basato sulle recensioni di 44 critici, a indicare "giudizi misti o nella media".

## Sequel
Nel maggio del 2017 Vaughn ha annunciato di star pianificando un eventuale terzo film della saga, poi uscito nel 2021 con il titolo di The King's Man - Le origini. Vaughn ha inoltre in progetto di creare uno spin-off del franchise con protagonisti gli Statesman.
Nel 2024 Matthew Vaughn ha diretto Argylle - La super spia, film ambientato nello stesso universo dei film di Kingsman.